# Samario
Il samario è l'elemento chimico di numero atomico 62 e il suo simbolo è Sm.

## Caratteristiche
Il samario è un metallo dei lantanidi dall'aspetto argenteo, abbastanza stabile all'aria a temperature inferiori a 150 °C; sopra questo limite si incendia spontaneamente.
Esiste in tre forme cristalline differenti in funzione della temperatura; le temperature di conversione tra di esse sono 734 °C e 922 °C.

## Applicazioni
Tra gli usi del samario rientrano:
- la produzione di lampade ad arco per la cinematografia, insieme ad altri elementi delle terre rare
- il drogaggio dei cristalli di CaF2 per la realizzazione di laser e maser
- la realizzazione di assorbitori di neutroni nei reattori nucleari
- alcune leghe speciali
- la produzione di magneti permanenti a elevata resistenza alla smagnetizzazione, i magneti samario-cobalto SmCo5
- produzione di vetri capaci di assorbire la luce infrarossa mediante l'addizione di ossido di samario
- la disidratazione e la deidrogenazione dell'etanolo, reazioni per cui l'ossido di samario è un catalizzatore
- la medicina nucleare: l'isotopo 153 è utilizzato in medicina per la terapia delle metastasi ossee. Il samario 153 è sintetizzato a partire da altri isotopi dello stesso elemento esistenti in natura[1], la cui stabilità come per il 152Sm è stata oggetto di studio fin dagli anni '60[2], unitamente ad alcune affinità con altri elementi[3][4].

## Storia
Il samario fu individuato per la prima volta nel 1853 per via spettroscopica dal chimico svizzero Jean Charles Galissard de Marignac, che ne ipotizzò la presenza nel didimio a partire da alcune righe spettrali. Fu poi il francese Paul Émile Lecoq de Boisbaudran a isolarlo nel 1879 dalla samarskite. Sia quest'ultimo minerale sia l'elemento prendono il nome dall'ingegnere russo Samarskij.

## Ruolo biologico
Il samario non riveste alcun ruolo biologico noto.

## Disponibilità
Il samario non si trova in natura allo stato nativo; come gli altri elementi delle terre rare è contenuto in diversi minerali, tra cui la monazite, la bastnasite e la samarskite. La monazite, che ne contiene fino a 2,8%, e la bastnasite sono le principali fonti industriali di questo elemento.
Solo in tempi relativamente recenti è stato possibile isolare il samario in forma abbastanza pura attraverso tecniche di scambio ionico, estrazione in solvente e galvanostegia.
Il samario metallico è spesso preparato per elettrolisi di una miscela di cloruro di samario e cloruro di sodio o cloruro di calcio fusi. Può essere preparato anche per riduzione dei suoi sali con il lantanio.

## Composti
Tra i composti del samario si annoverano:
- fluoruri: SmF2; SmF3
- cloruri: SmCl2; SmCl3; SmOCl
- bromuri: SmBr2; SmBr3
- ioduri: SmI2; SmI3
- ossidi: Sm2O3
- solfuri: Sm2S3
- selenuri: Sm2Se3
- tellururi: Sm2Te3

## Isotopi
Il samario in natura si compone dei 4 isotopi stabili 144Sm, 150Sm, 152Sm, 154Sm e dei 3 isotopi radioattivi 147Sm, 148Sm, 149Sm. Di questi 152Sm è l'isotopo più abbondante e rappresenta in 26,75% del totale.
Gli isotopi radioattivi del samario sono 32, i più stabili sono 148Sm con emivita di 7×1015 anni, 149Sm con emivita di 2×1015 anni e 147Sm con emivita di 1,06×1011 anni.
Gli altri hanno emivita inferiore a 1,04×108 anni e la maggior parte di essi inferiore a 48 secondi. Questo elemento possiede anche 5 stati metastabili di cui i più stabili sono 141mSm (emivita: 22,6 minuti), 143m1Sm (66 secondi) e 139mSm (10,7 secondi).
La principale modalità di decadimento degli isotopi più leggeri di 152Sm è la cattura elettronica con conseguente trasformazione in isotopi di promezio; quelli più pesanti subiscono invece solitamente il decadimento beta trasformandosi in isotopi dell'europio.

## Precauzioni
Come per gli altri lantanidi, anche i composti del samario posseggono una tossicità medio-bassa, benché non ancora studiata in dettaglio.